# Блит, Ясмин
Ясмин Блит (англ. Yasmine Bleeth; род. 14 июня 1968, Нью-Йорк, Нью-Йорк) — американская телевизионная актриса и фотомодель. Блит стала известна после ролей в дневных мыльных операх ABC «Надежда Райана» (1985—1989) и «Одна жизнь, чтобы жить», но широкого успеха добилась после съёмок в синдицированном сериале «Спасатели Малибу» (1993—1997). После она на протяжении двух сезонов снималась в сериале CBS «Детектив Нэш Бриджес» (1998—2000), а затем была ведущей актрисой в недолго просуществовавшей прайм-тайм мыльной опере NBC «Титаны» в 2000 году. Вне телевидения, Блит исполнила главную женскую роль в провальной комедии «БЕЙСкетбол» (1998).

## Биография
Блит родилась и выросла в Нью-Йорке. Её мать была франко-алжирского происхождения и работала моделью в мире моды, а отец, еврейские корни которого ведут в СССР и Германию, работал профессиональным фотографом. В дальнейшем они развелись, поэтому дочь воспитала мать. 1968—1969 годы — Ясмин начинает свою актёрскую карьеру с участия в рекламном ролике детского шампуня компании «Johnson & Johnson» в 10-месячном возрасте.
В 1980 году Блит дебютировала на экране с главной ролью в детском фильме «Эй детка!». После окончания школы она начала профессиональную карьеру со съемок в дневной мыльной опере «Надежда Райана», играя злобную дочь. С 1991 по 1993 год она играла роль злодейки в «Одна жизнь, чтобы жить», прежде чем получить роль Кэролайн Холден в синдицированном сериале «Спасатели Малибу».
Участие в шоу «Спасатели Малибу» привело Блит к ежегодному включению в список ста самых сексуальных женщин с 1996 по 2003 год. Между съемками в сериале, Блит играла главные роли в сделанных для телевидения фильмах мыльной тематики, а также появилась в нескольких малых кинофильмах. В 1997 году она ушла из сериала и продолжила карьеру на национальном телевидении, снимаясь в сериале CBS «Детектив Нэш Бриджес». В 2000 году Аарон Спеллинг пригласил Блит на её первую и последнюю главную роль в сериале, в его новой прайм-тайм мыльной опере «Титаны». Шоу было закрыто NBC после одного короткого сезона.

### Наркотическая зависимость и последующие годы
В декабре 2000 года, после закрытия «Титаны», Блит проходит добровольное лечение от кокаиновой зависимости. 12 сентября 2001 года её арестовывают в Мичигане, а затем, по ходу расследования, при личном досмотре и в её гостиничном номере были обнаружены дозы кокаина. В 2002 году, после сделки о признании вины, Блит приговорили к двум годам испытательного срока и ста часам общественных работ.
В январе 2004 года подходит к концу испытательный срок Блит, а ранее она рассказала журналу Glamour историю своей зависимости, из-за которой не спала по пять дней. В 2002 году Блит завершила актёрскую карьеру, а в 2003 году последний раз появилась на публике перед камерами. В 2002 году она вышла замуж за мужчину, который вместе с ней лечился от наркотической зависимости и они переехали в Скоттсдейл, штат Аризона. В январе 2015 года Блит впервые за десятилетие была запечатлена перед фотокамерами на мероприятии, куда её пригласила подруга Эйлин Дэвидсон. Спустя годы вне телевидения, Блит стала практически неузнаваемой из-за значительного прибавления в весе.

## Фильмография
| Год       |    | Русское название                    | Оригинальное название        | Роль               |
| --------- | -- | ----------------------------------- | ---------------------------- | ------------------ |
| 1980      | ф  | Эй детка!                           | Hey Babe!                    | Тереза О’Брайан    |
| 1985—1989 | с  | Надежда Райана                      | Ryan's Hope                  | Райан Фенелли      |
| 1991—1993 | с  | Одна жизнь, чтобы жить              | One Life to Live             | Лиэнн Демерест     |
| 1993      | с  | Голова Германа                      | Herman's Head                | Линда              |
| 1993—1997 | с  | Спасатели Малибу                    | Baywatch                     | Кэролайн Холден    |
| 1994      | в  | Мистическая сила                    | The Force                    | Корел Уилсон       |
| 1995      | в  | Спасатели Малибу: Запретный рай     | Baywatch: Forbidden Paradise | Кэролайн Холден    |
| 1996      | с  | Ночи Малибу                         | Baywatch Nights              | Кэролайн Холден    |
| 1996      | тф | Лицо                                | A Face to Die For            | Эмили Гилмор       |
| 1996      | тф | Поговори со мной                    | Talk to Me                   | Диана Шеферд       |
| 1996      | ки | Максимальный скачок                 | Maximum Surge                | Джо                |
| 1997      | с  | Голая правда                        | The Naked Truth              | Натали             |
| 1997      | тф | Смерть королевы                     | Crowned and Dangerous        | Даниэль Стивенс    |
| 1998      | тф | Нечто                               | The Lake                     | Джеки Айверс       |
| 1998      | с  | Салон Вероники                      | Veronica's Closet            | Катерина           |
| 1998      | ф  | БЕЙСкетбол                          | BASEketball                  | Дженна Рид         |
| 1998—2000 | с  | Детектив Нэш Бриджес                | Nash Bridges                 | Кейтлин Кросс      |
| 1999      | тф | Предельный обман                    | Ultimate Deception           | Терри Кафф         |
| 1999      | ф  | Небеса или Вегас                    | Heaven or Vegas              | Рейчел             |
| 1999      | ф  | Скоро                               | Coming Soon                  | Мими               |
| 1999      | тф | Это пришло с небес                  | It Came from the Sky         | Пеппер Аппер       |
| 1999      | ф  | Ангел под прикрытием                | Undercover Angel             | Холли Андерсон     |
| 1999      | тф | В погоне за смертью                 | Road Rage                    | Элен Карсон        |
| 2000      | с  | Девушки с характером                | V.I.P.                       | Кристен Грейсон    |
| 2000      | тф | Скрытая война                       | Hidden War                   | Алексия Формен     |
| 2000      | ф  | Прощай, Казанова                    | Goodbye, Casanova            | Лавиния            |
| 2000—2001 | с  | Титаны                              | Titans                       | Хизер Лэйн Уильямс |
| 2003      | тф | Спасатели Малибу: Гавайская свадьба | Baywatch: Hawaiian Wedding   | Кэролайн Холден    |
| 2017      | ф  | Прекрасное зло                      | Beautiful Evil               | баронесса          |

## Номинации и награды
| Год  | Награда               | Категория                                                         | Работа                 | Результат |
| ---- | --------------------- | ----------------------------------------------------------------- | ---------------------- | --------- |
| 1986 | Дайджест мыльных опер | Outstanding Youth Actor/Actress on a Daytime or Prime Time Serial | Надежда Райана         | Номинация |
| 1993 | Дайджест мыльных опер | Hottest Female Star                                               | Одна жизнь, чтобы жить | Номинация |
| 1999 | Золотая малина        | Худшая женская роль                                               | БЕЙСкетбол             | Номинация |